# Peck (Michigan)
Pour les articles homonymes, voir Peck.
Peck est un village du comté de Sanilac, dans l'État du Michigan, aux États-Unis. En 2020, il comptait une population de 593 habitants.